# 戸長 (高麗)
戸長（こちょう、朝鮮語: 호장）は、高麗時代の郷職の首長、副戸長といっしょに地方の末端実務を総括した職である。
高麗太祖が、新羅末の地方城主と豪族に戸長や副戸長の郷職を下賜したことがはじめ。成宗2年（983年）新羅の地方の最高職である堂大等を戸長に、長大等を副戸長に代えた。
顕宗9年（1083年）郷吏の定員制が施行したら州、府、郡、県の地方の中1000丁以上の地方に8人、500丁以上の地方に7人、300丁以上の地方に5人、100丁以下の地方に4人に置いた。
文宗5年（1051年）で郷吏の昇進規定でついて9段階の序列に最高位職だった。公服は紫衫や靴や笏を整えた。
戸長の直務は戸口帳籍の管掌、田租や貢物の徴収、力役を動員することをした。以外、州県一品軍の別長に州県軍を統率した。

## 種類
摂戸長、権知戸長
地方豪族を懐柔するために設置された。全部、同じ意味である。
上戸長、首戸長
地方の戸長だちを監視、統制するために設置された。全部、同じ意味である。
安逸戸長
穆宗元年（998年）で設置された。戸長70歳で退職したら、もらった職だ。地方の元老に地方の秩序を担当した。
正朝戸長
正月に上京する時、粛拝する務めた。朝廷の慶弔事の時、地方の代表に行った。